# Johnny Klimek
Johnny Klimek (Melbourne, 18 augustus 1962) is een Australische muzikant, muziekproducent en componist, vooral bekend om zijn innovatieve werk in de underground electronica-muziekscene en om zijn filmmuziek.

## Levensloop
Klimek is de zoon van Alfons Klimek en Luisa Cester Klimek en komt uit een gezin van acht kinderen. Hij verhuisde in 1983 vanuit Australië naar Berlijn en richtte samen met zijn tweelingzus Jayney en broer Alf de band The Other Ones op. Begin en midden jaren 90 was Klimek zeer actief in de Berlijnse trance / ambient-techno-scene. Samen met Paul Browse (Ex-Clock DVA) realiseerde hij de projecten Effective Force, 030 en System 01 op het Berlijnse label MFS opgericht door Mark Reeder en Dr. Motte. Gedurende deze tijd co-produceerde Klimek ook stukken van Paul van Dyk en Gudrun Gut (Malaria! en Ocean Club).
In 1996 was hij op tournee als bassist met de band van Nina Hagen. Daarna werkte Klimek vaak samen met componist Reinhold Heil. Hun samenwerking begon in 1997 met de film Winterschläfer. Samen zijn ze verantwoordelijk voor de filmmuziek van bijna alle films van Tom Tykwer. De themamuziek voor de televisieserie Without a Trace is geschreven door Klimek. Hij componeerde ook de muziek voor 31 afleveringen van de televisieserie Deadwood.
In 2013 werd Klimek samen met Heil en Tykwer genomineerd voor een Golden Globe voor beste filmmuziek voor hun veelgeprezen filmmuziek voor de epische sciencefictionfilm Cloud Atlas. In 2016 werd Klimek samen met Tykwer genomineerd voor een Emmy Award voor beste titelmuziek voor de sciencefiction/dramaserie Sense8.

## Filmografie
| Jaar | Titel                                                                             | Opmerkingen                                               |
| ---- | --------------------------------------------------------------------------------- | --------------------------------------------------------- |
| 1997 | Winterschläfer                                                                    | met Reinhold Heil en Tom Tykwer                           |
| 1998 | Lola rennt                                                                        | met Reinhold Heil en Tom Tykwer                           |
| 1999 | Schlaraffenland                                                                   | met Manu Kurz                                             |
| 2000 | Harte Jungs                                                                       | met Xaver von Treyer                                      |
| 2000 | Der Krieger und die Kaiserin                                                      | met Reinhold Heil en Tom Tykwer                           |
| 2000 | LiebesLuder                                                                       | met Ludwig Eckmann, Maximilian Geller en Xaver von Treyer |
| 2001 | Tangled                                                                           | met Reinhold Heil                                         |
| 2002 | One Hour Photo                                                                    | met Reinhold Heil                                         |
| 2002 | Bang Bang You're Dead                                                             | met Reinhold Heil                                         |
| 2002 | Nick Knatterton - Der Film                                                        | met Reinhold Heil en Xaver von Treyer                     |
| 2003 | Swimming Upstream                                                                 | met Reinhold Heil                                         |
| 2005 | Deck Dogz                                                                         | met Reinhold Heil                                         |
| 2005 | Sophie Scholl - die letzten Tage                                                  | met Reinhold Heil                                         |
| 2005 | Land of the Dead                                                                  | met Reinhold Heil                                         |
| 2005 | The Cave                                                                          | met Reinhold Heil                                         |
| 2006 | Paris, je t'aime (segment "Faubourg Saint-Denis")                                 | met Reinhold Heil en Tom Tykwer                           |
| 2006 | Perfume: The Story of a Murderer                                                  | met Reinhold Heil en Tom Tykwer                           |
| 2007 | Blood and Chocolate                                                               | met Reinhold Heil                                         |
| 2007 | Anamorph                                                                          | met Reinhold Heil                                         |
| 2008 | One Missed Call                                                                   | met Reinhold Heil                                         |
| 2008 | Blackout                                                                          | met Reinhold Heil                                         |
| 2009 | The International                                                                 | met Reinhold Heil en Tom Tykwer                           |
| 2009 | Deutschland 09 - 13 kurze Filme zur Lage der Nation (segment "'Feierlich reist'") | met Reinhold Heil en Tom Tykwer                           |
| 2009 | The Insomniac City Cycles                                                         | met Charlie Megira en Ran Slavin                          |
| 2010 | Bis aufs Blut - Brüder auf Bewährung                                              | met Reinhold Heil                                         |
| 2010 | Teufelskicker                                                                     | met Reinhold Heil                                         |
| 2010 | Happiness Runs                                                                    | met Reinhold Heil                                         |
| 2010 | Tomorrow, When the War Began                                                      | met Reinhold Heil                                         |
| 2010 | 3                                                                                 | met Reinhold Heil, Gabriel Isaac Mounsey en Tom Tykwer    |
| 2011 | 6 giorni sulla Terra                                                              | met Alana Balagot, Reinhold Heil en Varo Venturi          |
| 2011 | Killer Elite                                                                      | met Reinhold Heil                                         |
| 2012 | Cloud Atlas                                                                       | met Reinhold Heil en Tom Tykwer                           |
| 2013 | Wolf Creek 2                                                                      |                                                           |
| 2014 | I, Frankenstein                                                                   | met Reinhold Heil                                         |
| 2014 | Kill Me Three Times                                                               |                                                           |
| 2016 | A Hologram for the King                                                           | met Tom Tykwer                                            |
| 2016 | The Darkness                                                                      |                                                           |
| 2016 | Lord of Shanghai                                                                  |                                                           |
| 2017 | Jungle                                                                            |                                                           |
| 2017 | Dieses bescheuerte Herz                                                           |                                                           |
| 2018 | Breaking In                                                                       |                                                           |
| 2020 | Lord of Shanghai II                                                               | met Dino Herrmann                                         |
| 2021 | The Matrix Resurrections                                                          | met Tom Tykwer                                            |
| 2025 | Das Licht                                                                         |                                                           |

## Overige producties

### Televisiefilms
| Jaar | Titel                                    | Opmerkingen       |
| ---- | ---------------------------------------- | ----------------- |
| 2002 | Big Shot: Confessions of a Campus Bookie | met Reinhold Heil |
| 2004 | Iron Jawed Angels                        | met Reinhold Heil |
| 2008 | The Two Mr. Kissels                      | met Reinhold Heil |
| 2011 | Locke & Key                              | met Reinhold Heil |
| 2019 | Deadwood: The Movie                      | met Reinhold Heil |

### Televisieseries
| Jaar | Titel                | Opmerkingen                  |
| ---- | -------------------- | ---------------------------- |
| 2002 | Without a Trace      | met Reinhold Heil            |
| 2004 | Deadwood             | 2004-2006, met Reinhold Heil |
| 2007 | John from Cincinnati | met Reinhold Heil            |
| 2012 | Awake                | met Reinhold Heil            |
| 2013 | The Newsroom         |                              |
| 2014 | Mind Games           |                              |
| 2015 | Sense8               | 2015-2018, met Tom Tykwer    |
| 2017 | Babylon Berlin       | 2017-2020, met Tom Tykwer    |
| 2019 | Jett                 | met Hans Hafner              |
| 2020 | Messiah              | met Gabriel Isaac Mounsey    |

### Documentaires
| Jaar | Titel         | Opmerkingen                       |
| ---- | ------------- | --------------------------------- |
| 2011 | Glücksformeln | met Reinhold Heil en Bruce Winter |
| 2013 | Open Heart    | met Gabriel Isaac Mounsey         |
| 2017 | This Is Congo | met Gabriel Isaac Mounsey         |

## Prijzen en nominaties

### Emmy Awards
| Jaar | Titel  | Categorie         | Uitslag     |
| ---- | ------ | ----------------- | ----------- |
| 2016 | Sense8 | Beste titelmuziek | Genomineerd |

### Golden Globe Awards
| Jaar | Titel       | Categorie        | Uitslag     |
| ---- | ----------- | ---------------- | ----------- |
| 2013 | Cloud Atlas | Beste filmmuziek | Genomineerd |